# Chondria stigmatica
Chondria stigmatica is een keversoort uit de familie zwamkevers (Endomychidae). De wetenschappelijke naam van de soort werd in 1966 gepubliceerd door Strohecker.